# Gonnardite
La gonnardite est une espèce minérale, du groupe des silicates, sous-groupe des tectosilicates, de la famille des zéolites, de formule Na2CaAl4Si6O20.7(H2O).

## Inventeur et étymologie
Décrite par Alfred Lacroix en 1896, le nom est un hommage au minéralogiste français Ferdinand Gonnard (1833-1923) qui est le découvreur.

## Topotype
La Chaux de Bergonne, Gignat, Saint-Germain-Lembron, Puy-de-Dôme, Auvergne.

## Cristallographie
Classe cristalline orthorhombique-bipyramidale 2/m 2/m 2/m ou tétragonale-scalénoédrique 42m (orthorhombique avec a très proche de b, ou tétragonale avec a = b) :
- Paramètres de la maille conventionnelle : a = b = 13,21 Å, c = 6,622 Å, Z = 2 ; V = 1155,57 Å3
- Densité calculée = 2,32

## Cristallochimie
Elle forme un dimorphe avec la natrolite et fait partie de ce sous-groupe.

### Sous-groupe de la natrolite
- Gonnardite,
- Mésolite,
- Natrolite
- Paranatrolite,
- Scolécite,
- Thomsonite-Ca,
- Thomsonite-Sr.

## Gîtologie
Dans les amygdales du basalte, associé à d'autres zéolites et à la calcite.

## Synonymie
- Ranite [3]
- Tétranatrolite : initialement rapportée à Poudrette, Mont Saint-Hilaire, Rouville Co., Québec, Canada, le statut de cette espèce est aujourd’hui d'être un synonyme de gonnardite[4]. Le nom fait référence au système cristallin tétragonal et à la natrolite.

## Gisements remarquables
- Belgique

Carrière de la Flèche, Bertrix, Province de Luxembourg
- Canada

Poudrette, Mont Saint-Hilaire, Comté de Rouville, Montérégie, Québec
Demix-Varennes, Saint-Amable sill, Varennes & St-Amable, Comté de Verchères, Québec
- France

La Chaux de Bergonne, Gignat, Saint-Germain-Lembron, Puy-de-Dôme, Auvergne